# 김민철 (1967년)
김민철(金敏徹, 1967년 12월 19일~)은 대한민국의 정치인으로 제21대 국회의원이다.

## 학력
- 광주대학교 신문방송학 학사
- 2007년 연세대학교 대학원 통일학 석사

## 경력
- 1996~2000: 새정치국민회의 경기도 지부 의정부시 지구당 송산동 협의회장
- 2003~2004: 대통령비서실 행정관
- 2004~2013: 국회 문희상 의원실 보좌관
- 2012: 제18대 대통령 선거 민주통합당 문재인 대통령 후보 의정부시 을 선거대책위원회 위원장
- 2012: 민주통합당 이해찬 당대표 비서실 부실장
- 2012.05~2015.12: 민주통합당→민주당→새정치민주연합 경기도당 의정부시 을 지역위원회 위원장
- 2014.09~2015.02: 새정치민주연합 문희상 비상대책위원장 정무특보
- 2015.02~2015.12: 새정치민주연합 정책위원회 부의장
- 2015.12~2020.08: 더불어민주당 정책위원회 부의장
- 2016.05~2024.05: 더불어민주당 경기도당 의정부시 을 지역위원회 위원장
- 2017.04~2017.05: 제19대 대통령 선거 더불어민주당 문재인 대통령 후보 정무특보
- 2018.08~2020.08: 더불어민주당 한반도경제통일특별위원회 부위원장
- 2018.08~2020.08: 더불어민주당 을지키는민생실천위원회 부위원장
- 2019.01~2022.05: 대통령직속 자치분권위원회 정책자문위원
- 2020년 4월 15일: 대한민국 제21대 국회의원 선거 당선(경기 의정부시 을, 더불어민주당, 초선)
- 2019~2020: 더불어민주당 전국원외위원장협의회 수석부회장
- 2020.01~2020.08: 더불어민주당 코로나19국난극복위원회 민생본부 부본부장
- 2020.08~2022.10: 더불어민주당 경기도당 부위원장
- 2021.04~2022.03: 더불어민주당 원내부대표
- 2020.08~2021.05: 더불어민주당 경기도당 부위원장
- 2020.08~2021.05: 더불어민주당 경기도당 인사위원회 부위원장
- 2021.05~2022.08: 더불어민주당 경기도당 주거대책특별위원회 부위원장
- 2021.05~2022.08: 더불어민주당 경기도당 경기도균형발전특별위원회 위원장
- 2021.05~2022.08: 더불어민주당 경기도당 지방분권발전특별위원회 부위원장
- 2022.06~2022.08: 더불어민주당 전당대회준비위원회 위원
- 2024.10~: 제4대 경기도시장상권진흥원 원장

### 의정 활동
- 2020년 5월 30일~2024년 5월: 제21대 국회의원(경기 의정부시 을, 더불어민주당, 초선)
  - 2020년 6월~2021년 6월: 제21대 국회 전반기 행정안전위원회 위원
  - 2021년 4월~2022년 5월: 제21대 국회 전반기 국회운영위원회 위원
  - 2021년 6월~2021년 6월: 제21대 국회 전반기 교육위원회 위원
  - 2021년 6월~2022년 5월: 제21대 국회 전반기 행정안전위원회 위원
  - 2021년 11월~2022년 4월: 제21대 국회 중앙선거관리위원회 위원(문상부) 선출에 관한 인사청문특별위원회 위원
  - 2021년 12월~2022년 6월: 제21대 국회 정치개혁 특별위원회 위원
  - 2022년 7월~2024년 5월: 제21대 국회 후반기 국토교통위원회 위원
  - 2023년 6월~2024년 5월: 제21대 국회 후반기 예산결산특별위원회 위원

## 역대 선거 결과
|  | 32.75% |

|  | 55.98% |

## 소속 정당
| 소속 정당 | 소속 정당      | 소속 기간 | 비고      |
| --------- | -------------- | --------- | --------- |
|           | 새정치국민회의 | 1996~2000 | 정계 입문 |
|           | 새천년민주당   | 2000~2003 | 합당      |
|           | 무소속         | 2003      | 탈당      |
|           | 열린우리당     | 2004~2007 | 입당      |
|           | 대통합민주신당 | 2007~2008 | 합당      |
|           | 통합민주당     | 2008      | 합당      |
|           | 민주당         | 2008~2011 | 당명 변경 |
|           | 민주통합당     | 2011~2013 | 합당      |
|           | 민주당         | 2013~2014 | 당명 변경 |
|           | 새정치민주연합 | 2014~2015 | 합당      |
|           | 더불어민주당   | 2015~2024 | 당명 변경 |
|           | 무소속         | 2024      | 탈당      |
|           | 더불어민주연합 | 2024      | 입당      |
|           | 더불어민주당   | 2024~현재 | 합당      |

## 같이 보기
- 의정부시 을
- 의정부시의 국회의원